# Соправија (Авелино)
Соправија је насеље у Италији у округу Авелино, региону Кампанија.
Према процени из 2011. у насељу је живело 216 становника. Насеље се налази на надморској висини од 115 м.